# Claudio Petruccioli
Claudio Petruccioli (Terni, 22 marzo 1941) è un politico e giornalista italiano.
È stato da luglio 2005 a marzo 2009 presidente del consiglio d'amministrazione della RAI.

## Biografia
Nato il 22 marzo 1941 a Terni, ma Folignate d'adozione avendo vissuto nella città umbra fino al 1958, proveniente da una famiglia modesta della classe operaia, si trasferisce a Roma dove studia filosofia senza laurearsi.
Nel 1959, quando inizio gli studi universitari, si iscrisse al Partito Comunista Italiano (PCI), divenendo nel 1962 vicepresidente dell'Unione Goliardica Italiana ed entrando a far parte della segreteria nazionale della Federazione Giovanile Comunista Italiana, l'organizzazione giovanile del PCI, della quale divenne segretario nazionale nel 1966, ricoprendo l'incarico fino al 1969.
Da luglio 1969 a marzo 1971 è stato segretario regionale del PCI in Abruzzo, con sede a Pescara dove alle elezioni amministrative del 1970 viene eletto consigliere comunale.
A luglio 1971 si trasferisce a Milano, dove entra nella segreteria della federazione locale del PCI.
Giornalista professionista, nel 1975 viene nominato condirettore de L'Unità, di cui diventa anche direttore il 6 ottobre 1981, ruolo ricoperto fino al 1982, anno in cui il 17 marzo L'Unità accusa il democristiano Vincenzo Scotti, l'allora ministro del lavoro e della previdenza sociale, di collusioni con la Nuova Camorra Organizzata di Raffaele Cutolo; il documento che denunciava i membri del governo (fornito dai servizi segreti), però si rivelò falso: è il caso Maresca; il direttore Claudio Petruccioli deve dimettersi e al suo posto viene nominato Emanuele Macaluso.
È stato consigliere di amministrazione del Teatro alla Scala dal 1976 al 1980, anno in cui alle amministrative del 1980 fu eletto al consiglio comunale di Milano.
Alle elezioni politiche del 1983 si candida alla Camera dei deputati, tra le liste del PCI nella circoscrizione Milano-Pavia, ed eletto deputato, dove per tutto il corso della IX legislatura della Repubblica ha fatto parte della 3ª Commissione Affari esteri - emigrazione e della Commissione parlamentare d'inchiesta sulla loggia massonica P2.
Alle elezioni politiche del 1987 non viene rieletto alla Camera, venendo a col tempo chiamato a far parte della segreteria nazionale del PCI.
Nel 1991 aderisce alla svolta della Bolognina dal PCI al post-comunista Partito Democratico della Sinistra (PDS) di Achille Occhetto, di cui all'epoca era il suo braccio destro ed entrò a far parte della sua segreteria.
Alle elezioni politiche del 1992 viene ricandidato alla Camera, tra le liste del PDS nella circoscrizione Milano-Pavia, dov'è rieletto deputato come ultimo degli eletti, dove nella XI legislatura è componente della 3ª Commissione Affari esteri e della delegazione parlamentare italiana all'Assemblea parlamentare della NATO.
Alle elezioni politiche del 1994 viene candidato al Senato della Repubblica, nel collegio maggioritario di Bologna - Casalecchio di Reno, sostenuto dalla coalizione di centro-sinistra Alleanza dei Progressisti in quota PDS, dove viene eletto per la prima volta senatore con il 55,5% dei voti contro i candidati del Polo delle Libertà Remo Bortolotti (19,72%), del Patto per l'Italia Paolo Pallotti (10,27%), di Alleanza Nazionale Felice Caracciolo (9,84%) e della Lista Pannella-Riformatori Silvana Bononcini (3,62%).
Viene riconfermato come senatore alle politiche del 1996 e a quelle del 2001, rimanendo in carica fino al 29 luglio del 2005.
Occasionalmente anche saggista e scrittore, nel 2001 pubblicò Rendi conto, opera in cui analizzava i primi dieci anni di storia del Partito Democratico della Sinistra, poi divenuto Democratici di Sinistra.

### Presidente della Rai

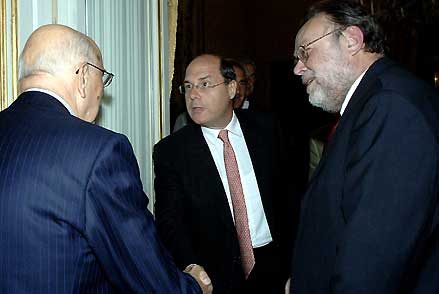
Petruccioli col Presidente della Repubblica Giorgio Napolitano e il direttore della Rai Claudio Cappon

Il 29 luglio 2005, venne nominato all'unanimità dalla Commissione parlamentare di Vigilanza dei servizi radiotelevisivi presidente della RAI, a conclusione di una lunga crisi che vide la bocciatura di diversi candidati designati dal Ministro dell'Economia del governo presieduto da Silvio Berlusconi.
Il 24 ottobre 2007 Petruccioli venne sfiduciato dalla commissione parlamentare di vigilanza sulla RAI da un ampio schieramento di forze in quanto si richiedeva un riequilibrio tra la presidenza della RAI e la presidenza della commissione (per tradizione di spettanza dell'opposizione). Petruccioli non si dimise e terminò il suo mandato il 25 marzo 2009.
A maggio 2022 fonda il Comitato "Daje", assieme a Chicco Testa, Marco Taradash, Linda Lanzillotta e Franco Tatò, con l'obiettivo di appoggiare la scelta del sindaco di Roma Roberto Gualtieri di dotare Roma di un termovalorizzatore entro i prossimi quattro anni.

## Controversie

### Conflitto di interesse
I giornalisti e scrittori Peter Gomez e Marco Travaglio hanno affermato che l'indipendenza politica di Petruccioli potrebbe essere messa in dubbio dato che, in qualità di presidente dell'8ª Commissione Lavori pubblici, Comunicazioni del Senato, si sarebbe impegnato a non calendarizzare l'esame degli articoli del disegno di legge n. 1138 per tutta la XIII legislatura. Tale legge infatti avrebbe costretto il gruppo Mediaset a vendere una delle proprie reti, come stabilito dalla legge e confermato in una sentenza della Corte Costituzionale. Questo per onorare il famoso patto della crostata tra Massimo D'Alema e Silvio Berlusconi stipulato a casa di Gianni Letta.

### Censura
Secondo Sabina Guzzanti, intervistata in seguito al suo film Viva Zapatero, ai tempi delle polemiche su Raiot, Petruccioli presiedeva la Vigilanza e quindi, avrebbe potuto impedire la chiusura della trasmissione, ma così non fece. Nota la Guzzanti che Petruccioli non solo permise la chiusura del programma, ma la giustificò, dicendo che "quella non era satira". In seguito, come presidente della RAI, avrebbe potuto far tornare Santoro "ma si è preso tre anni di tempo senza far nulla".
Secondo il presidente dell'Italia dei Valori Antonio Di Pietro Petruccioli sarebbe stato un "presidente Rai di nomina Mediaset".

## Incarichi parlamentari

### Camera dei deputati

#### IX legislatura
- Membro della 3ª Commissione Affari esteri - emigrazione (dal 12 luglio 1983 al 1º luglio 1987)[2]
- Delegazione parlamentare italiana all'Assemblea parlamentare della NATO (dal 12 agosto 1983 al 1º luglio 1987)[2]

#### XI legislatura
- Membro della 3ª Commissione Affari esteri - emigrazione (dal 17 giugno 1992 al 14 aprile 1994)[4]
- Membro della Commissione parlamentare d'inchiesta sulla loggia massonica P2 (dal 10 novembre 1992 al 14 dicembre 1992)[4]

### Senato della Repubblica
- Presidente della 8ª Commissione Lavori Pubblici del Senato della Repubblica (dal 5 giugno 1996 al 29 maggio 2001)
- Presidente della Commissione parlamentare di vigilanza sulla RAI (dal 24 settembre 2001 al 14 settembre 2005)
- Membro della 8ª Commissione Lavori pubblici, comunicazioni (dal 30 maggio 1996 al 5 giugno 1996; dal 22 giugno 2001 al 06 ottobre 2003)
- Membro della Commissione parlamentare di vigilanza sulla RAI (dal 31 luglio 2001 al 23 settembre 2001)
- Membro della 13ª Commissione Territorio, ambiente, beni ambientali (dal 7 ottobre 2003 al 14 settembre 2005)

## Opere
- Rendi conto, Milano, Il Saggiatore, 2001. ISBN 88-428-0944-6.
- L'Aquila 1971. Anatomia di una sommossa, Soveria Mannelli, Rubbettino, 2011. ISBN 978-88-498-2957-0.